# Maccsa
A maccsa (抹茶) a rituális japán teaceremóniák köztiszteletben álló teája. Speciálisan termesztett és feldolgozott, majd porrá őrölt zöld tea. 

## Története
A legelső teamagvakat még a kínai Tang-dinasztia (618-907) idején szállították Japánba, hogy orvosságként használhassák. Sokáig csak a papok, nemesek és szamurájok ismerték a jótékony hatásait, melyet féltve őrzött titokként kezeltek. „A tea rendkívüli képességekkel bír, meghosszabbítja az életet. Ahol teát termesztenek, ott tovább élnek. A tea egy elixír, ami majdnem halhatatlanságot biztosít.” Eiszei szerzetes idézett mondatai vetettek véget 1211-ben a titkolózásnak. Így vált mindenki számára közkinccsé. A japán buddhista szerzetesek a 12. században kezdték meg a termesztését. Így a matchát már több mint 950 éve a japánok zöld teájaként tartják számon. Annyira egyedülálló tea, hogy számos teavidék (főként Kína) kísérletet tett az utánzására.

## Előállítás
A legmagasabb minőségű maccsa Kiotó környékén terem, ahol a teacserje szamidori, okumidori és jabukita fajtáiról szüretelik hozzá az alapanyagot. A gjokuro előállításához hasonlóan a szedés előtt 3 hétig árnyékolják a növényeket. Az árnyékban nevelkedő teacserjék hosszú, vékony szárat növesztenek, leveleik sötétebbek lesznek és magasabb lesz a klorofill és theanin-tartalmuk (ez az anyag aminosav analóg).

## Feldolgozás
A leveleket általában május elején szüretelik kézzel. Gőzölik, lehűtik majd szárítják a leveleket. Ebben az állapotban aztán hűtve tárolják őket mint maccsa alapanyagot (tencha). A maccsa gyártáshoz kis adagokat vesznek elő a tenchából, majd több lépésben egyenlő méretűre vágják a leveleket és erőteljes légáramlattal kifújják a szárakat és levél ereket a keverékből. A tealeveleket gránitmalomkövekben porrá őrlik. A malomkövek között mikrométer nagyságúra őrlődik. Egy malom akár 40 gr teaport is képes óránként előállítani. A mechanikus hatásának köszönhetően teljes mértékben felhasadnak a levélben található sejtfalak, és később vízzel érintkezve akadály nélkül képesek feloldódni. Az elkészült teaport utolsó előtti lépésként még laboratóriumi vizsgálatoknak vetik alá, ezután kerülhet csak bele a külön erre a célra kifejlesztett légmentes dobozokba, melyekbe belecsomagolják később. Ennek köszönhetően marad valóban friss.

## Fajtái
A maccsa teából alapvetően kétféle stílusú tea készíthető:
- Az édes, úgynevezett uszucsa (薄茶) híg tea készítéséhez általában két csasaku (茶杓 - bambusz teáskanál) tea és 1 dl víz jár. A vízzel megtisztított és előmelegített csavanba (茶花) helyezzük a teát, majd körülbelül 80 fokos vízzel felöntjük. Ezt a bambuszkeverővel krémesre, habosra keverjük, nagyon ügyelve arra, hogy a tea felülete minél homogénebb, simább habú legyen, nagy halszem buborékok nélkül.

- A másik változat az inkább krémes koicsa (濃茶) sűrű tea. Ennek elkészítése már nagyobb gyakorlatot igényel. A koicsához 4-5 adagolókanál teát, és általában fél dl vizet használunk. A teaport kevés vízzel, lassú mozdulatokkal krémesre keverjük, ezután még egy kis vízzel felöntve tovább keverjük.

## Fogyasztás

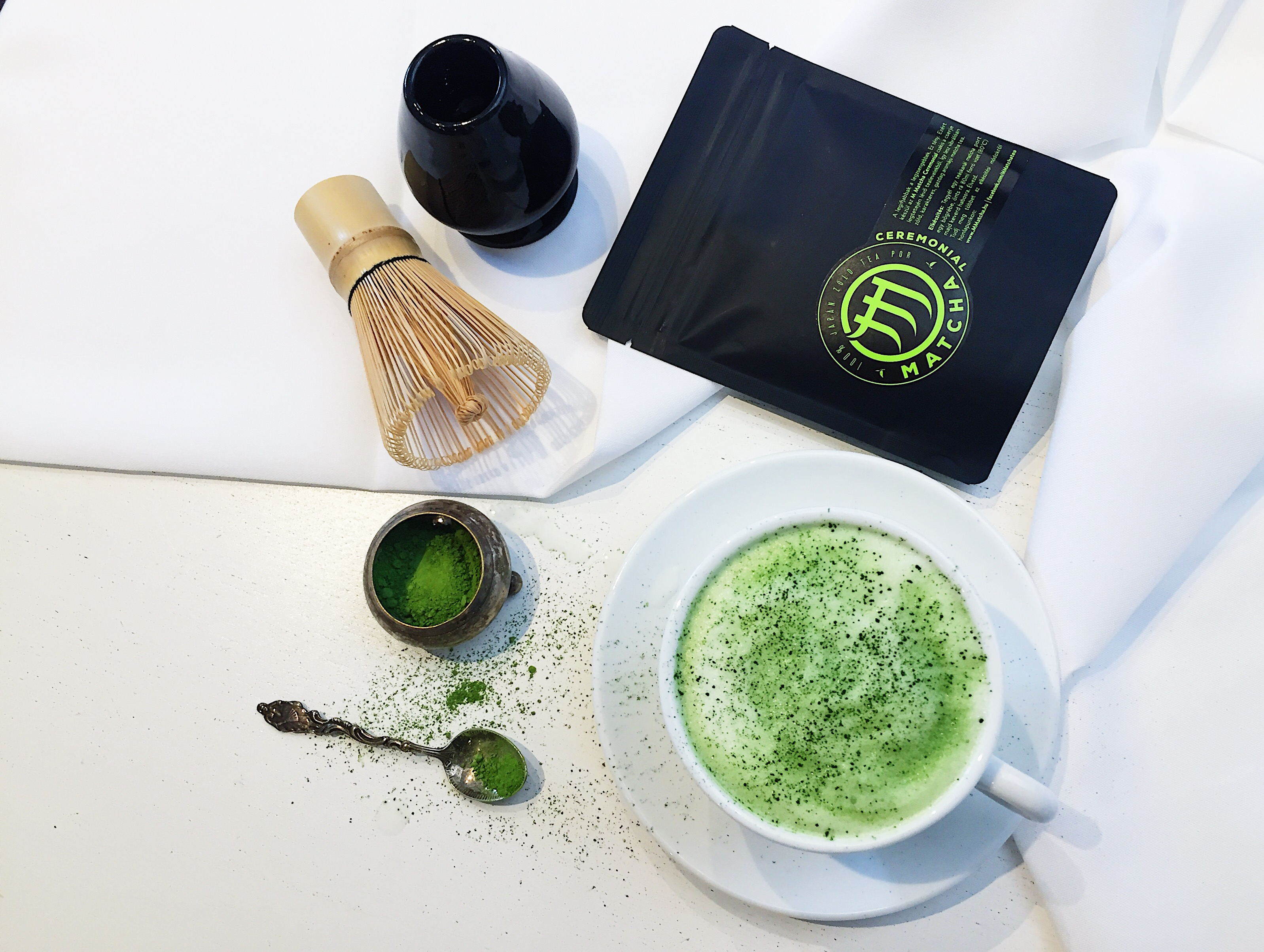
Matcha latte

Hagyományos módon maccsa teaként fogyasztják. Napjainkban viszont megjelent egy új terület, ahol megszámlálhatatlan módon lehet felhasználni, mint például:
- fagylaltok,
- csokoládé,
- bonbon,
- sütemények,
- turmixok,
- likőr,
- és természetesen sör.

## Élettani hatás
- 70-szer annyi antioxidáns van benne, mint a narancsban.
- 9-szer több béta-karotin, mint a spenótban.
- Megnöveli az energiaszintet 8-10 órára.
- Fokozza a mentális éberséget.
- Növeli a nyugodtságot és csökkenti a stresszt.
- 30-40%-kal növeli a metabolikus szintet (BMR), rendszeres fogyasztása esetén elősegíti a fogyást.
- Öregedésgátló hatását az extra magas antioxidáns tartamának köszönheti.
- Csökkenti a vérnyomást és az LDL, azaz „rossz” koleszterin szintet.
- Stabilizálja a vércukorszintet.
- Erőteljes antibiotikus és vírusellenes hatással bír, így erősíti az immunrendszert is.
- Erős vértisztító és méregtelenítő, valamint lúgos kémhatású is, így a többi zöld teával ellentétben nem csinál gyomorsavat.
- Vízhajtó hatású.

## Egyéb érdekességek
- Kizárólag Japánban termesztik, csak 20 vállalat képes nagyobb mennyiségben maccsa teát előállítani.
- Évente mindössze 1000 tonnát termesztenek belőle.
- A legdrágább japán teafajta.
- Egyetlen cég termeszti bio körülmények között: az Aiya in Nishio vállalat.
- A zen-buddhista papok hosszú és stresszmentes életének az a titka, hogy meditálnak és maccsát fogyasztanak.[forrás?]